# Grand Prix moto du Japon
Le Grand Prix moto du Japon de vitesse est une épreuve du championnat du monde de vitesse moto depuis 1963.

## Circuits utilisés

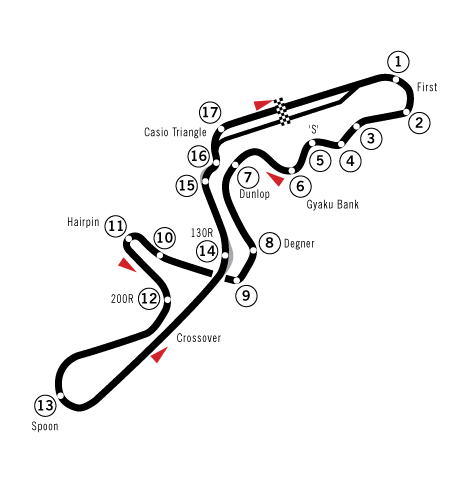
Circuit de Suzuka.
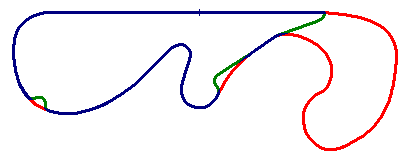
Circuit de Fuji.
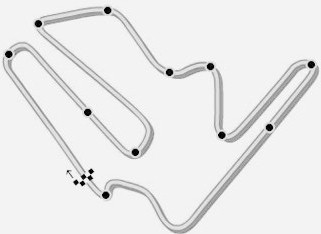
Circuit de Motegi.

## Palmarès

### Par année
| Année | Circuit | Moto3                       | Moto2                     | MotoGP                      | Rapport |
| ----- | ------- | --------------------------- | ------------------------- | --------------------------- | ------- |
| 2024  | Motegi  | David Alonso (CFMoto)       | Manuel González (Kalex)   | Francesco Bagnaia (Ducati)  | Rapport |
| 2023  | Motegi  | Jaume Masia (Honda)         | Somkiat Chantra (Kalex)   | Jorge Martin (Ducati)       | Rapport |
| 2022  | Motegi  | Izan Guevara (Gas Gas)      | Ai Ogura (Kalex)          | Jack Miller (Ducati)        | Rapport |
| 2019  | Motegi  | Lorenzo Dalla Porta (Honda) | Luca Marini (Kalex)       | Marc Márquez (Honda)        | Rapport |
| 2018  | Motegi  | Marco Bezzecchi (KTM)       | Francesco Bagnaia (Kalex) | Marc Márquez (Honda)        | Rapport |
| 2017  | Motegi  | Romano Fenati (Honda)       | Álex Márquez (Kalex)      | Andrea Dovizioso (Ducati)   | Rapport |
| 2016  | Motegi  | Enea Bastianini (Honda)     | Thomas Lüthi (Kalex)      | Marc Márquez (Honda)        | Rapport |
| 2015  | Motegi  | Niccolò Antonelli (Honda)   | Johann Zarco (Kalex)      | Dani Pedrosa (Honda)        | Rapport |
| 2014  | Motegi  | Álex Márquez (Honda)        | Thomas Lüthi (Suter)      | Jorge Lorenzo (Yamaha)      | Rapport |
| 2013  | Motegi  | Álex Márquez (KTM)          | Pol Espargaro (Kalex)     | Jorge Lorenzo (Yamaha)      | Rapport |
| 2012  | Motegi  | Danny Kent (KTM)            | Marc Márquez (Suter)      | Daniel Pedrosa (Honda)      | Rapport |
| Année | Circuit | 125 cm3                     | Moto2                     | MotoGP                      | Rapport |
| 2011  | Motegi  | Johann Zarco (Derbi)        | Andrea Iannone (Suter)    | Dani Pedrosa (Honda)        | Rapport |
| 2010  | Motegi  | Marc Márquez (Derbi)        | Toni Elias (Moriwaki)     | Casey Stoner (Ducati)       | Rapport |
| Année | Circuit | 125 cm3                     | 250 cm3                   | MotoGP                      | Rapport |
| 2009  | Motegi  | Andrea Iannone (Aprilia)    | Álvaro Bautista (Aprilia) | Jorge Lorenzo (Yamaha)      | Rapport |
| 2008  | Motegi  | Stefan Bradl (Aprilia)      | Marco Simoncelli (Gilera) | Valentino Rossi (Yamaha)    | Rapport |
| 2007  | Motegi  | Mattia Pasini (Aprilia)     | Mika Kallio (KTM)         | Loris Capirossi (Ducati)    | Rapport |
| 2006  | Motegi  | Mika Kallio (KTM)           | Hiroshi Aoyama (KTM)      | Loris Capirossi (Ducati)    | Rapport |
| 2005  | Motegi  | Mika Kallio (KTM)           | Hiroshi Aoyama (Honda)    | Loris Capirossi (Ducati)    | Rapport |
| 2004  | Motegi  | Andrea Dovizioso (Honda)    | Daniel Pedrosa (Honda)    | Makoto Tamada (Honda)       | Rapport |
| 2003  | Suzuka  | Stefano Perugini (Aprilia)  | Manuel Poggiali (Aprilia) | Valentino Rossi (Honda)     | Rapport |
| 2002  | Suzuka  | Arnaud Vincent (Aprilia)    | Osamu Miyazaki (Yamaha)   | Valentino Rossi (Honda)     | Rapport |
| Année | Circuit | 125 cm3                     | 250 cm3                   | 500 cm3                     | Rapport |
| 2001  | Suzuka  | Masao Azuma (Honda)         | Daijiro Kato (Honda)      | Valentino Rossi (Honda)     | Rapport |
| 2000  | Suzuka  | Youichi Ui (Derbi)          | Daijiro Kato (Honda)      | Norifumi Abe (Yamaha)       | Rapport |
| 1999  | Motegi  | Masao Azuma (Honda)         | Shinya Nakano (Yamaha)    | Kenny Roberts, Jr. (Suzuki) | Rapport |
| 1998  | Suzuka  | Kazuto Sakata (Aprilia)     | Daijiro Kato (Honda)      | Max Biaggi (Honda)          | Rapport |
| 1997  | Suzuka  | Noboru Ueda (Honda)         | Daijiro Kato (Honda)      | Michael Doohan (Honda)      | Rapport |
| 1996  | Suzuka  | Masaki Tokudome (Aprilia)   | Max Biaggi (Aprilia)      | Norifumi Abe (Yamaha)       | Rapport |
| 1995  | Suzuka  | Haruchika Aoki (Honda)      | Ralf Waldmann (Honda)     | Daryl Beattie (Suzuki)      | Rapport |
| 1994  | Suzuka  | Takeshi Tsujimura (Honda)   | Tadayuki Okada (Honda)    | Kevin Schwantz (Suzuki)     | Rapport |
| 1993  | Suzuka  | Dirk Raudies (Honda)        | Tetsuya Harada (Yamaha)   | Wayne Rainey (Yamaha)       | Rapport |
| 1992  | Suzuka  | Ralf Waldmann (Honda)       | Luca Cadalora (Honda)     | Michael Doohan (Honda)      | Rapport |
| 1991  | Suzuka  | Noboru Ueda (Honda)         | Luca Cadalora (Honda)     | Kevin Schwantz (Suzuki)     | Rapport |
| 1990  | Suzuka  | Hans Spaan (Honda)          | Luca Cadalora (Yamaha)    | Wayne Rainey (Yamaha)       | Rapport |
| 1989  | Suzuka  | Ezio Gianola (Honda)        | John Kocinski (Yamaha)    | Kevin Schwantz (Suzuki)     | Rapport |
| 1988  | Suzuka  |                             | Anton Mang (Honda)        | Kevin Schwantz (Suzuki)     | Rapport |
| 1987  | Suzuka  |                             | Masaru Kobayashi          | Randy Mamola (Yamaha)       | Rapport |

| Année | Circuit | 50 cm3                    | 125 cm3                | 250 cm3                   | 350 cm3                  | Rapport |
| ----- | ------- | ------------------------- | ---------------------- | ------------------------- | ------------------------ | ------- |
| 1967  | Fuji    | Mitsuo Itoh (Suzuki)      | Bill Ivy (Yamaha)      | Ralph Bryans (Honda)      | Mike Hailwood (Honda)    | Rapport |
| 1966  | Fuji    | Yoshimi Katayama (Suzuki) | Bill Ivy (Yamaha)      | Hiroshi Hasegawa (Yamaha) | Phil Read (Yamaha)       | Rapport |
| 1965  | Suzuka  | Luigi Taveri (Honda)      | Hugh Anderson (Suzuki) | Mike Hailwood (Honda)     | Mike Hailwood(MV Agusta) | Rapport |
| 1964  | Suzuka  | Ralph Bryans (Honda)      | Ernst Degner (Suzuki)  | Jim Redman (Honda)        | Jim Redman (Honda)       | Rapport |
| 1963  | Suzuka  | Luigi Taveri (Honda)      | Frank Perris (Suzuki)  | Jim Redman (Honda)        | Jim Redman (Honda)       | Rapport |
| 1962  | Suzuka  | Tommy Robb (Honda)        | Tommy Robb (Honda)     | Jim Redman (Honda)        | Jim Redman (Honda)       | Rapport |

- Courses qui n'ont pas fait partie du championnat du monde de vitesse moto.

### Multiples vainqueurs (pilotes)
| Nbre de victoires | Pilote           | Victoire  | Victoire               |
| Nbre de victoires | Pilote           | Catégorie | Année                  |
| ----------------- | ---------------- | --------- | ---------------------- |
| 6                 | Jim Redman       | 350 cm3   | 1962, 1963, 1964       |
| 6                 | Jim Redman       | 250 cm3   | 1962, 1963, 1964       |
| 5                 | Marc Márquez     | MotoGP    | 2016, 2018, 2019       |
| 5                 | Marc Márquez     | Moto2     | 2012                   |
| 5                 | Marc Márquez     | 125 cm3   | 2010                   |
| 4                 | Valentino Rossi  | MotoGP    | 2002, 2003, 2008       |
| 4                 | Valentino Rossi  | 500 cm3   | 2001                   |
| 4                 | Kevin Schwantz   | 500 cm3   | 1988, 1989, 1991, 1994 |
| 4                 | Dani Pedrosa     | MotoGP    | 2011, 2012, 2015       |
| 4                 | Dani Pedrosa     | 250 cm3   | 2004                   |
| 4                 | Daijiro Kato     | 250 cm3   | 1997, 1998, 2000, 2001 |
| 3                 | Jorge Lorenzo    | MotoGP    | 2009, 2013, 2014       |
| 3                 | Loris Capirossi  | MotoGP    | 2005, 2006, 2007       |
| 3                 | Mike Hailwood    | 350 cm3   | 1965, 1967             |
| 3                 | Mike Hailwood    | 250 cm3   | 1965                   |
| 3                 | Luca Cadalora    | 250 cm3   | 1990, 1991, 1992       |
| 3                 | Álex Márquez     | Moto2     | 2017                   |
| 3                 | Álex Márquez     | Moto3     | 2013, 2014             |
| 3                 | Mika Kallio      | 250 cm3   | 2007                   |
| 3                 | Mika Kallio      | 125 cm3   | 2005, 2006             |
| 2                 | Norifumi Abe     | 500 cm3   | 1996, 2000             |
| 2                 | Mick Doohan      | 500 cm3   | 1992, 1997             |
| 2                 | Wayne Rainey     | 500 cm3   | 1990, 1993             |
| 2                 | Max Biaggi       | 500 cm3   | 1998                   |
| 2                 | Max Biaggi       | 250 cm3   | 1996                   |
| 2                 | Andrea Dovizioso | MotoGP    | 2017                   |
| 2                 | Andrea Dovizioso | 125 cm3   | 2004                   |
| 2                 | Thomas Lüthi     | Moto2     | 2014, 2016             |
| 2                 | Hiroshi Aoyama   | 250 cm3   | 2005, 2006             |
| 2                 | Johann Zarco     | Moto2     | 2015                   |
| 2                 | Johann Zarco     | 125 cm3   | 2011                   |
| 2                 | Andrea Iannone   | Moto2     | 2011                   |
| 2                 | Andrea Iannone   | 125 cm3   | 2009                   |
| 2                 | Ralf Waldmann    | 250 cm3   | 1995                   |
| 2                 | Ralf Waldmann    | 125 cm3   | 1992                   |
| 2                 | Ralph Bryans     | 250 cm3   | 1967                   |
| 2                 | Ralph Bryans     | 50 cm3    | 1964                   |
| 2                 | Masao Azuma      | 125 cm3   | 1999, 2001             |
| 2                 | Noboru Ueda      | 125 cm3   | 1991, 1997             |
| 2                 | Bill Ivy         | 125 cm3   | 1966, 1967             |
| 2                 | Tommy Robb       | 125 cm3   | 1962                   |
| 2                 | Tommy Robb       | 50 cm3    | 1962                   |
| 2                 | Luigi Taveri     | 50 cm3    | 1963, 1965             |

### Multiples vainqueurs (constructeurs)
| Nbre de victoires | Pilote  | Victoire  | Victoire                                                                                             |
| Nbre de victoires | Pilote  | Catégorie | Année                                                                                                |
| ----------------- | ------- | --------- | --- |
| 55                | Honda   | MotoGP    | 2002, 2003, 2004, 2011, 2012, 2015, 2016, 2018, 2019                                                 |
| 55                | Honda   | 500 cm3   | 1992, 1997, 1998, 2001                                                                               |
| 55                | Honda   | 350 cm3   | 1962, 1963, 1964, 1967                                                                               |
| 55                | Honda   | 250 cm3   | 1962, 1963, 1964, 1965, 1967, 1987, 1988, 1991, 1992, 1994, 1995, 1997, 1998, 2000, 2001, 2004, 2005 |
| 55                | Honda   | Moto3     | 2014, 2015, 2016, 2017, 2019                                                                         |
| 55                | Honda   | 125 cm3   | 1962, 1989, 1990, 1991, 1992, 1993, 1994, 1995, 1997, 1999, 2001, 2004                               |
| 55                | Honda   | 50 cm3    | 1962, 1963, 1964, 1965                                                                               |
| 18                | Yamaha  | MotoGP    | 2008, 2009, 2013, 2014                                                                               |
| 18                | Yamaha  | 500 cm3   | 1987, 1990, 1993, 1996, 2000                                                                         |
| 18                | Yamaha  | 350 cm3   | 1966                                                                                                 |
| 18                | Yamaha  | 250 cm3   | 1966, 1989, 1990, 1993, 1999, 2002                                                                   |
| 18                | Yamaha  | 125 cm3   | 1966, 1967                                                                                           |
| 11                | Suzuki  | 500 cm3   | 1988, 1989, 1991, 1994, 1995, 1999                                                                   |
| 11                | Suzuki  | 125 cm3   | 1963, 1964, 1965                                                                                     |
| 11                | Suzuki  | 50 cm3    | 1966, 1967                                                                                           |
| 10                | Aprilia | 250 cm3   | 1996, 2003, 2009                                                                                     |
| 10                | Aprilia | 125 cm3   | 1996, 1998, 2002, 2003, 2007, 2008, 2009                                                             |
| 7                 | Kalex   | Moto2     | 2013, 2015, 2016, 2017, 2018, 2019, 2022                                                             |
| 7                 | KTM     | 250 cm3   | 2006, 2007                                                                                           |
| 7                 | KTM     | Moto3     | 2012, 2013, 2018                                                                                     |
| 7                 | KTM     | 125 cm3   | 2005, 2006                                                                                           |
| 6                 | Ducati  | MotoGP    | 2005, 2006, 2007, 2010, 2017, 2022                                                                   |
| 3                 | Suter   | Moto2     | 2011, 2012, 2014                                                                                     |
| 3                 | Derbi   | 125 cm3   | 2000, 2010, 2011                                                                                     |